# 壽量寺
壽量寺（じゅりょうじ）は、徳島県徳島市寺町にある日蓮宗の寺院である。山号は妙覚山。本尊は最上稲荷。

## 歴史
1616年（元和2年）、蜂須賀至鎮より寺町に1町四方の土地を拝領し、徳島藩の命によって創建。開山は伊勢国桑名にある寿量寺の僧・日鐃。
壽量寺は蜂須賀家の家臣である樋口家の菩提寺で、樋口正長の墓が戦火を免がれ現在も残る。

## 墓所
- 武市常三 - 戦国時代の武将
- 樋口正長 - 蜂須賀家家臣

## 交通
- 徳島自動車道「徳島インターチェンジ」より車で約15分。
- JR「徳島駅」より徒歩で約10分。